# جواو باولو (لاعب كرة قدم مواليد 1983)
جواو باولو هو لاعب كرة قدم برازيلي في مركز الدفاع، ولد في 8 أكتوبر 1983. لعب مع أتلتيكو مينيرو ونادي ساو بيرناردو ونادي فيغورينسي ونادي ناوتيكو ونادي يبيرانغا.